# Frédéric Firmenich
Charles Auguste Frédéric Firmenich (ur. 23 grudnia 1874 w Genewie, zm. 5 stycznia 1953 tamże) – szwajcarski żeglarz, olimpijczyk.
Na regatach rozegranych podczas Letnich Igrzysk Olimpijskich 1936 wystąpił w klasie 6 metrów. Załogę jachtu Ylliam II, który został zdyskwalifikowany, tworzyli również Alexandre Gelbert, Georges Firmenich, André Firmenich i Louis Noverraz.
Ojciec André i Georges’a, również żeglarzy-olimpijczyków.